# هوتشين
هوتشين (بالفرنسية: Houchin)‏ هي بلدية تقع في إقليم باد كاليه من منطقة نور با دو كاليه في شمال فرنسا. تبلغ مساحة هذه المدينة 4.5 (كم²)، وترتفع عن سطح البحر 75 م، يبلغ عدد سكانها 711 نسمة حسب إحصاء المعهد الوطني للإحصاء والدراسات الاقتصادية سنة 2009 م. وترأس Claude Konieczko البلدية خلال فترة (2008-2014).